# Sergej Paradsjanov
Sergej Iosifovitj Paradsjanov (russisk: Серге́й Ио́сифович Параджа́нов ; armensk: Սերգեյ Փարաջանով (Սարգիս Հովսեփի Փարաջանյան) tr. Sergej Paradzjanov (opr. Sargis Hovsepi Paradzjanjan);  georgisk: სერგეი (სერგო) ფარაჯანოვი tr. sergei (sergo) paradjanovi ; ukrainsk: Сергій Йо́сипович Параджа́нов tr. Serhij Jósypovytj Paradzjánov ; født 9. januar 1924 i Tiflis, Georgiske SSR, Sovjetunionen, død 20. juli 1990 i Jerevan, Armenske SSR, Sovjetunionen) var en sovjetisk-armensk filminstruktør og kunstner, der bidrog væsentligt til ukrainsk, armensk og georgisk film. Han opfandt sin egen filmiske stil, der var ude af trit med den ledende socialistisk realistiske stil. Dette, kombineret med hans kontroversielle livsstil og adfærd, førte til, at Paradsjanov gentagne gange blev fængslet. 
Selv om han startede professionel filmproduktion i 1954, har Paradsjanov senere forkastet alle sine film fra før 1964 som "skrald". Efter at have instrueret Skygger af glemte forfædre (omdøbt Wild Horses of Fire af udenlandske distributører), modtog Paradsjanov international anerkendelse og undergik samtidig kritik.
Næsten alle hans filmprojekter og planer mellem 1965 og 1973 blev forbudt, kasseret eller standset af den sovjetiske filmforvaltning; både de lokale (i Kyiv og Jerevan) og de føderale (Goskino russisk: Госкино СССР), næsten uden debat, indtil han i slutningen af 1973 blev anklaget og anholdt for voldtægt, homoseksualitet og bestikkelse. Han blev fængslet indtil 1977 på trods af en række plæderinger om tilgivelse fra forskellige kunstnere. 
Han blev arresteret for tredje og sidste gang i 1982, men selv efter sin løsladelse var han persona non grata inden for sovjetisk film. Først i midten af 1980'erne, hvor det politiske klima begyndte at løsne op, kunne han genoptage sit arbejde som instruktør. Det krævede dog stadig hjælp fra den indflydelsesrige sovjetisk-georgiske skuespiller, Dodo Abasjidze (georgisk: დავით(დოდო) აბაშიძე), og andre venner for at få grønt lys til hans sidste spillefilm. Hans helbred var alvorligt svækket efter fire år i arbejdslejr og ni måneders fængsel i Tbilisi. Paradsjanov døde af lungekræft i 1990 på et tidspunkt, hvor hans film blev præsenteret ved udenlandske filmfestivaler.
Sergej Paradsjanov: "Alle ved, at jeg har tre fædrelande. Jeg er født i Georgien, arbejdede i Ukraine, og jeg har tænkt mig at dø i Armenien."

## Filmografi
| År        | Dansk titel                  | Original titel                                                             | Trranslittereret                                        | Noter                                                                                        |
| --------- | ---------------------------- | -------------------------------------------------------------------------- | ------------------------------------------------------- | -------------------------------------------------------------------------------------------- |
| 1951      | Moldavisk fortælling         | Russisk: Молдавская сказка Ukrainsk: Moлдавська байка                      | Moldavskaja skazka Moldavska bajka                      | Afgangsfilm, ikke bevaret                                                                    |
| 1954      | Andriesj                     | Russisk: Андриеш                                                           | Andriesj                                                | Instrueret med Jakov Bazelyan; genindspilning i spillefilmslængde af Moldavisk fortælling    |
| 1958      | Dumka                        | Ukrainsk: Думка                                                            | Dumka                                                   | Dokumentar                                                                                   |
| 1958      | Den første fyr               | Russisk: Первый парень Ukrainsk: Перший пapyбок                            | Pervyj paren Pershyi parubok                            |                                                                                              |
| 1959      | Natalija Usjvij              | Russisk: Наталия Ужвий                                                     | Natalija Usjvij                                         | Dokumentar                                                                                   |
| 1960      | Gyldne hænder                | Russisk: Золотые руки                                                      | Zolotye ruki                                            | Dokumentar                                                                                   |
| 1961      | Ukrainsk rapsodi             | Russisk: Украинская рапсодия Ukrainsk: Укpaїнськa рaпсодія                 | Ukrainskaja rapsodija Ukrainska rapsodiya               |                                                                                              |
| 1962      | Blomst på stenen             | Russisk: Цветок на камне Ukrainsk: Квітка на камені                        | Tsvetok na kamne Kvitka na kameni                       |                                                                                              |
| 1965      | Skygger af glemte forfædre   | Ukrainsk: Тіні забутих предків                                             | Tini zabutykh predkiv                                   |                                                                                              |
| 1965      | Kijev fresker                | Ukrainsk: Київські фрески Russisk: Киевские фрески                         | Kyivski fresky Kievskie freski                          | Forbudt under præ-produktion; 15 minutter prøveoptagelser er bevaret                         |
| 1967      | Jakob Jovnatanyan            | Armensk: Հակոբ Հովնաթանյան                                                 | Hakob Hovnatanyan                                       | Kortfilm med portræt af den armenske kunstner fra 1800-tallet                                |
| 1968      | Komitas børn                 | Armensk: Երեխաներ Կոմիտասին                                                | Yerekhaner Komitasin                                    | Dokumentar for UNICEF; tabt                                                                  |
| 1969      | The Color of Pomegranates    | Armensk: Նռան գույնը                                                       | Nran guyne                                              | Originaltitel Sayat-Nova, distribueret internationalt som The Color of Pomegranates          |
| 1985      | Legnden om Suramfæstningen   | Georgisk: ამბავი სურამის ციხისა                                            | Ambavi Suramis tsikhisa                                 |                                                                                              |
| 1985      | Arabesker med tema Pirosmani | Georgisk: არაბესკები ფიროსმანის თემაზე Russisk: Арабески на тему Пиросмани | Arabeskebi Pirosmanis temaze Arabeski na temu Pirosmani | Kortfilm med portræt af den georgiske maler Niko Pirosmani                                   |
| 1988      | Asjik-Kerib                  | Georgisk: აშიკი ქერიბი Aserbajdsjansk: Aşıq Qərib                          | Ashiki Keribi                                           |                                                                                              |
| 1989–1990 | Tilståelsen                  | In Armenian: Խոստովանանք                                                   | Khostovanank                                            | Ufærdig; original negativer bevaret og indgår i Mikhail Vartanovs Parajanov: The Last Spring |